# Celcelim
Celcelim, udaračko glazbalo, starinsko glazbalo, vrsta cimbala, činela. Sviralo ga se udaranjem ploče o ploču. Jedna vrsta se vezivala uz prste i donji dio ruke. Spominje se u Bibliji. U jednom prizoru se kaže "Narodi, plješćite rukama!" i pri tome se misli na ovu vrstu celcelima.

## Vanjske poveznice
- • ChristianAnswers.Net MUSICAL INSTRUMENTS in the Bible • WebBible Encyclopedia